# Войводенец (местност)
 Тази статия е за местността в Копривщица.  За селото в Хасковска област вижте Войводенец.  
Войводенец е местност в Копривщица, където се провеждат редица културни, етнографски и туристически изяви.
Местността се намира на север от града, в околностите на връх „Свети Димитър“. До там води асфалтиран път, наречен на съинициаторката му фолклористката професор Райна Кацарова – Кукудова. Залесена е на 5 етапа в продължение на 12 години от ентусиастите на местното Дружество за залесяване в периода от 1926 до 1938 г. На поляните, които са били общинско пасище, станало училищно през 1858 г. са се провеждали традиционни вечерни игри и хора.

## Фолклорен събор
Най-впечатляващата проява е Националният събор на българското народно творчество. Съборът се провежда на всеки 5 години от 1965 г. Химн на изявите е песента Хубава си, моя горо по текст на Любен Каравелов и музика на Георги Горанов.
Насочен е към представянето на автентичен български фолклор (народни песни, танци и обичаи, включително лечебни практики). Не участват професионални изпълнители, а самодейни състави от всички фолклорни области на страната, както и гостуващи групи от различни места по света.
За целите на фестивала са изградени 7 естради и временни съоръжения за огромния брой посетители. Други обекти в местността са горският разсадник на Дружеството за залесяване „Средна гора“ и устието на Чардашко дере.

## Чешма „Войводенец“
Намира се на приблизително 400 м. северно от града по пътя, водещ към гара Копривщица и София, южно в подножието на вр. Свети Димитър и мястото на провеждане на Националния събор. На това място още от стари времена се е намирала чешма с това име. За този източник е полагал грижи протойерей Михаил Маджаров (1784 – 1869) от църквата „Успение Богородично“ в града. В негова памет признателният му внук Михаил Маджаров (1854 – 1944) прави цялостно обновяване на постройката през 1932 г. Съгражда изцяло нова фасада, запазена до сега.
Състоящата се от 24 каменни блока чешма е направена с размери 90 см. височина и 420 см. ширина. Спесифичната подредба на каменните блокове се налага, защото служат за подпорна стена на брега, което довежда до нейното издължаване. Тези камъни са разположени симетрично от двете страни на самия извор. Кръглото каменно корито е разположено ниско, под равнището на шосето и е снабдено със собствена дренажна система. Чучурът е разположен на около 20 см. над коритото, а метална шина го свързва с камъните за устойчивост. Най-горният ред е оставен леко изпъкнал спрямо останалите и образува нещо като корниз, като по този начин се превръща в своеобразна стреха, с което предпазва чешмата от прииждащи мътни води по врема на по-силен валеж. Поставената в плитка ниша паметна плоча е по средата на предпоследния отдолу нагоре ред камъни. Направена е от сивозелен, полиран гранит.

## Туристическа спалня
Туристическата спалня „Войводенец“ се помещава в преустроената за тази цел Пранджева къща. Тя е реставрирана, като е съхранена нейната възрожденска архитектура.
Намира се в Архитектурно-исторически резерват „Копривщица“ на улица „Евлампия Векилова“ № 2, недалеч от историческия площад „20-ти април“, срещу Къща и килийно училище „Хаджи Геро Добрович-Мушек“.
Гостите имат на разположение 32 места в легловата си база, кухня, механа, паркинг, барбекю, камина, кухня и хладилник. Санитарните възли са общи, разположени на всеки етаж. Има местно парно отопление.
Спалнята е обект на движението „Покорител на 10-те планински първенци в България“. Сградата е собственост на БТС и дълги години е стопанисвана от Туристическо дружество „Детелин войвода“.